# Can Bartrina
Can Bartrina es un edificio protegido como bien cultural de interés local en el municipio de Calella (Barcelona).

## Descripción
Casa grande con tejado a una vertiente. Tiene una torre pegada que sobresale un piso más que la casa. La casa está formada por una planta baja y un piso, la torre tiene un piso más y unas  desván. En la casa encontramos en la planta baja, una puerta grande con dovelas y un escudo en relieve por encima de este, todas las demás aberturas, ventanas, están hechas de piedra y en algunas, hay pequeños relieves escultóricos. Termina la fachada con una cornisa grande o alero. La torre tiene  matacanes y sus aberturas también son de piedra. Toda la fachada está estucada y muy restaurada. Aunque conserva algunos de sus elementos originales como pueden ser ventanas de estilo gótico.